# 市町村章
市町村章（しちょうそんしょう）は、自治体（市町村）を象徴する紋章のこと。

## 概説
一般に市町村旗よりもデザインが複雑なため、その市町村の風土、歴史、文化などが象徴的に表現され、発展とまちづくりの向上の為に作成されており、群馬県前橋市章・愛媛県大洲市章のように単純な図案があれば北海道札幌市のように複雑な図案もある。その市町村を理解する上で市町村旗よりも多くの情報を読み取ることが出来る。市町村名やその市町村の特徴などを抽象化したデザインがある。市町村旗にそのまま用いられる市町村章も多いが、兵庫県三木市や佐賀県多久市などの市章・市旗のデザインが異なる自治体がある。昭和時代までは単純かつ簡易的な図形であったが、平成の大合併時に制定された市町村章はヨーロッパの紋章と同じく複雑かつ繊細かつ多彩なカラーの彩色豊富なものやや丸みを帯びたデザインが多い。

### 作成の動機
学校・自治体・会社・団体・一族などが血筋を分かち合うことかつ共同体の人格をわかりやすく表現するため「シンボルマーク」が設けられ、作成の動機は郷土の歴史と伝統を継承し、その共同体に対して興味を持ち、親愛を感じさせることを目的としている。そして、一つに纏めることで誇りあるものを導くために「一つの誇り」として示していることから制定される。例えば、アメリカ人が月面着陸時に星条旗を打ち立てることが挙げられる。
- 月面の星条旗

### 発生地域
封建制度の下で主従関係が確立された地域に分布しており、主に西欧と日本である。そのほかの地域にもある。

## 歴史
紋章の歴史は古く、大化の改新前から存在し、人間が絵や字を書く能力を取得した時から使用されている。しかし、今日の紋章の起こりは11世紀後半の平安時代中期であり、公家の牛車と衣服にその好みの模様を用いたことからである。

### 古代

#### 平安時代以前
古代から人間は絵や字を書く能力を持っており、印を描いていた。強いて言えば、青森県弘前市の市章は古代からの人間の能力を基に作成されていたと考えられる。583年頃から、中国大陸に仏教文化が上陸すると同時に仏具を飾る当時としては見たことがない模様が貴族の目に留まり、それが日本でおける紋章の起源となる。

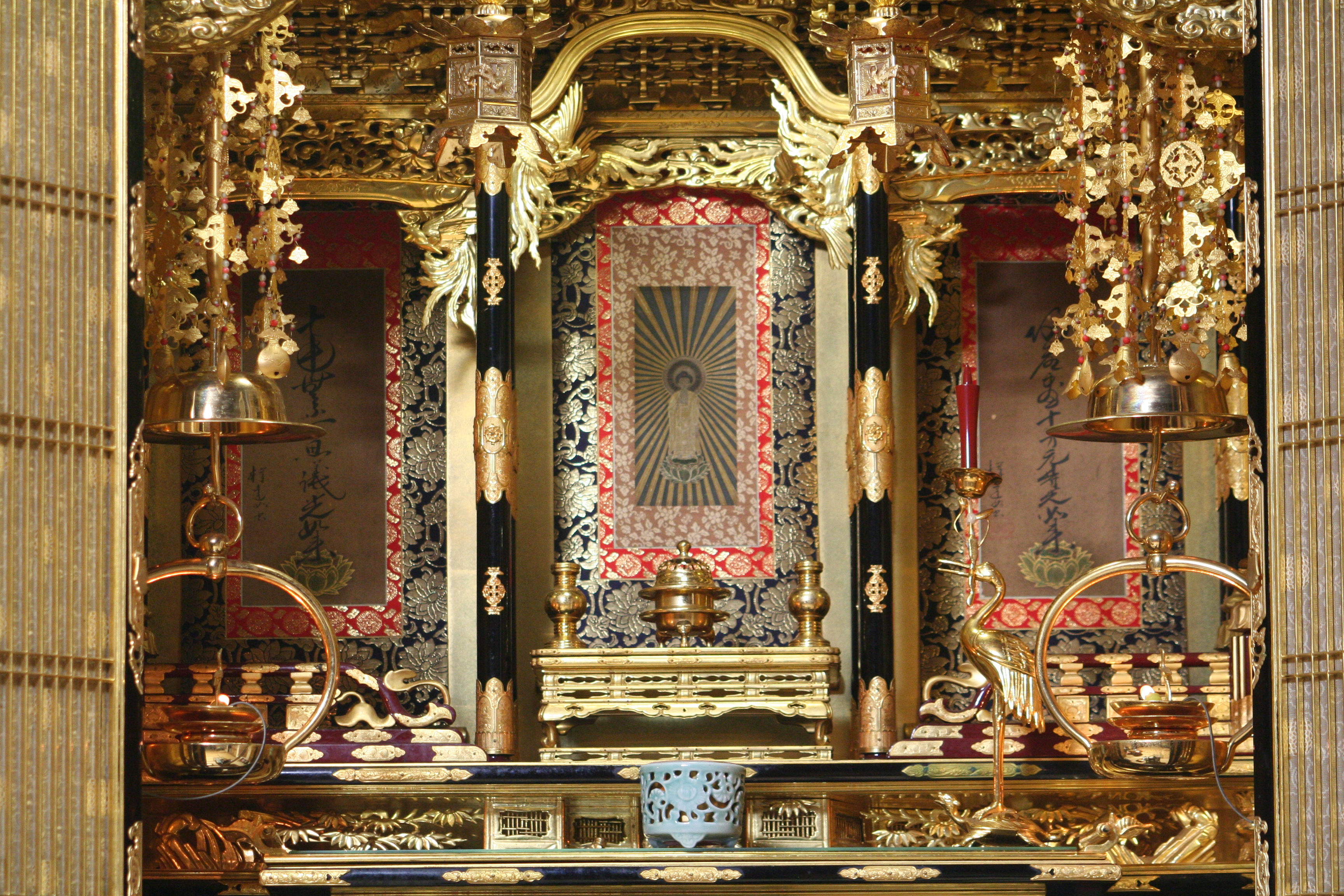
紋章の起源となった仏壇
弘前市章

#### 平安時代以降
平安時代になると外国からの文化が入ってきて、主に貴族が自分の好みに応じた紋章を宮中参拝の時などに使用する牛車などに描いて、それを自分が着ている衣装に織り込んでいた。それが、家族とその同族の印となり、それから集団のシンボルとして家紋として認可されていった。鎌倉時代は戦闘時に一族を団結することを目的とし、敵味方を区別する為に用いられた。
- 今日の紋章の起源となった牛車
- 鎌倉時代時の戦闘の様子
志賀島の戦いにて

### 近世
江戸時代までは大名・旗本などの武家と町民は紋章を持っていた。その紋章は意図がはっきりとしており、その時代に的確に捉えられていた。そのときには庶民にも紋章が浸透していき、歌舞伎が庶民の娯楽として親しまれていき、役者の衣装の模様・図柄の好みが流行し、紋章ばかりの紋番付けが競われたほどである。安土桃山時代には日本各地に城が立地し、その城ごとに紋章が制定された。

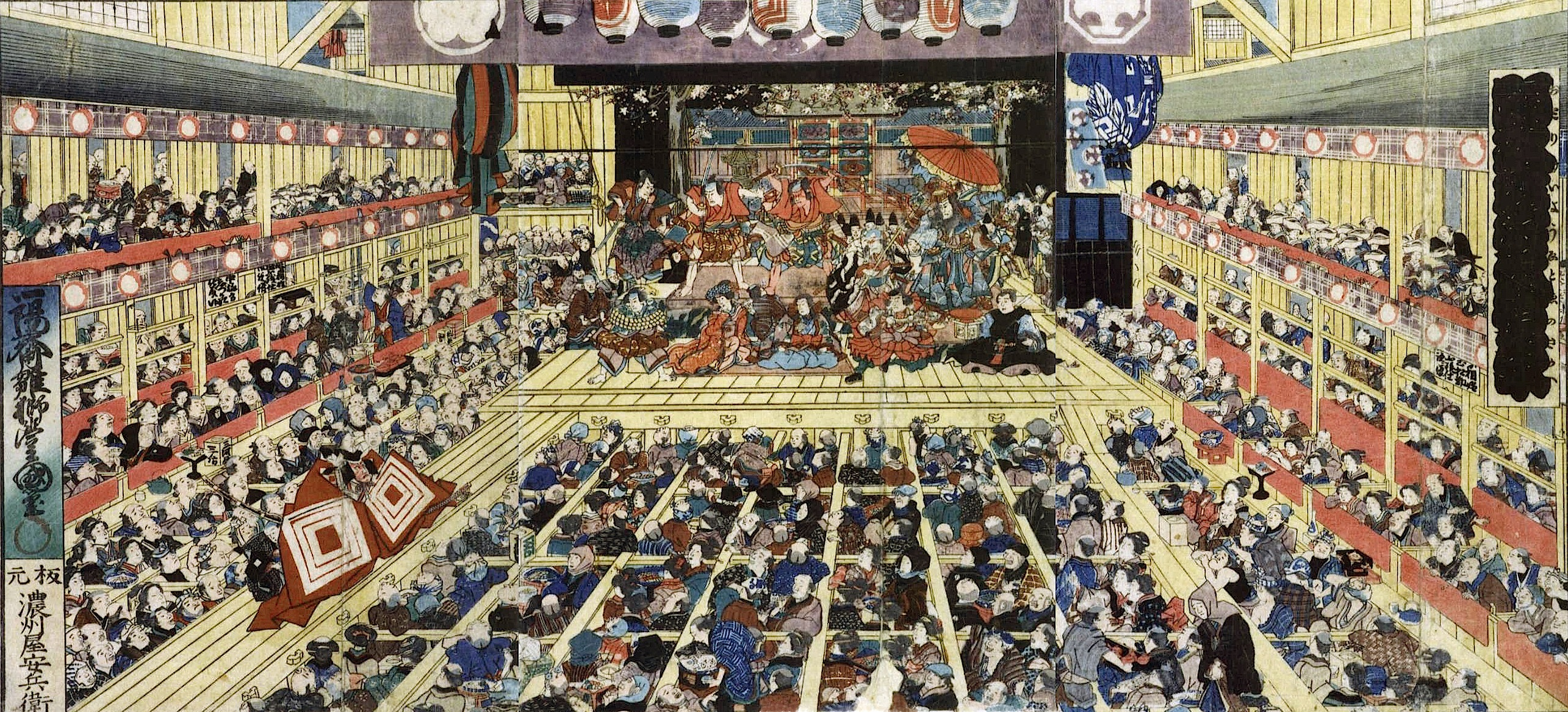
江戸時代時の歌舞伎の様子

### 近代
明治時代には菊紋が1870年から一般人の使用が禁止され、それから富国強兵政策になった時から紋章は神聖なものへと変貌した。1889年4月1日以降に市制・町村制が施行されると近代以前に持っていた紋章の意図が継承されることはなくなり、市制・町村制を施行した頭文字を参考にした安易なものが出来てきた。大正時代以降は冠婚葬祭程度しか紋章が一般の前に留まる事はなかった。

### 現代
第二次世界大戦後の高度経済成長期・東京オリンピック頃には人々の暮らしが豊かになり、産物から人へシフトしたことで特定の象徴を表すように、紋章の他にシンボルマーク (Cl) が導入され、生産者が消費者に向かって働きかけることを目的として作成され、大阪府・神奈川県ではベーシックデザインの解説書としてマニュアルブックが刊行されている。平成の大合併以降の紋章は近代から市制・町村制を施行した頭文字を参考にしたものがあるが、国際的な観点からか多彩な紋章であり、色が指定されている自治体が存在する。

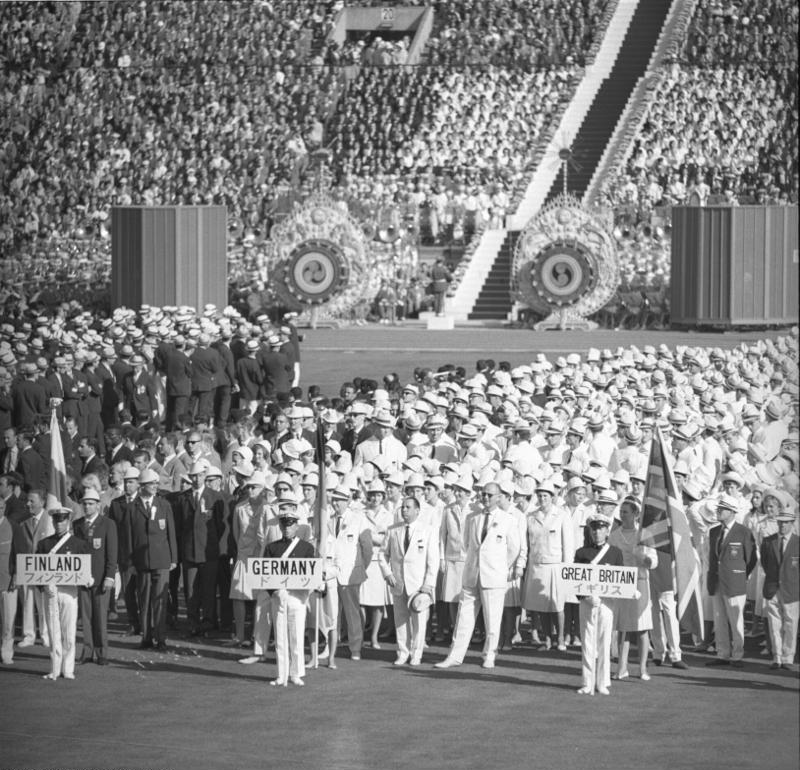
東京オリンピックの様子
東京オリンピック公式シンボル
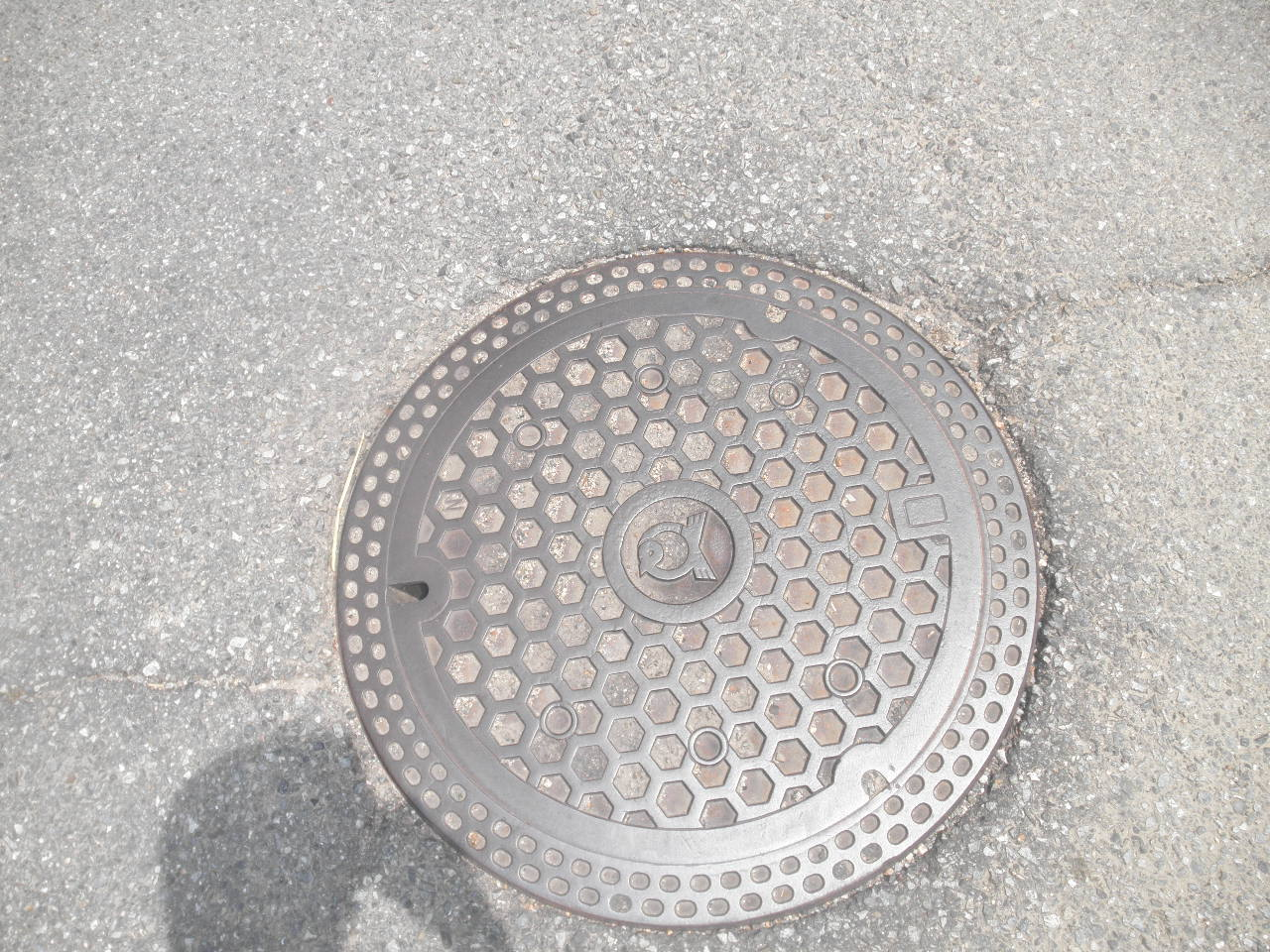
紋章付きのマンホール 紋章は徳島県那賀郡羽ノ浦町の町章

## 市町村章のデザイン

デザインの寸法
紋章は群馬県前橋市の市章

### 目的

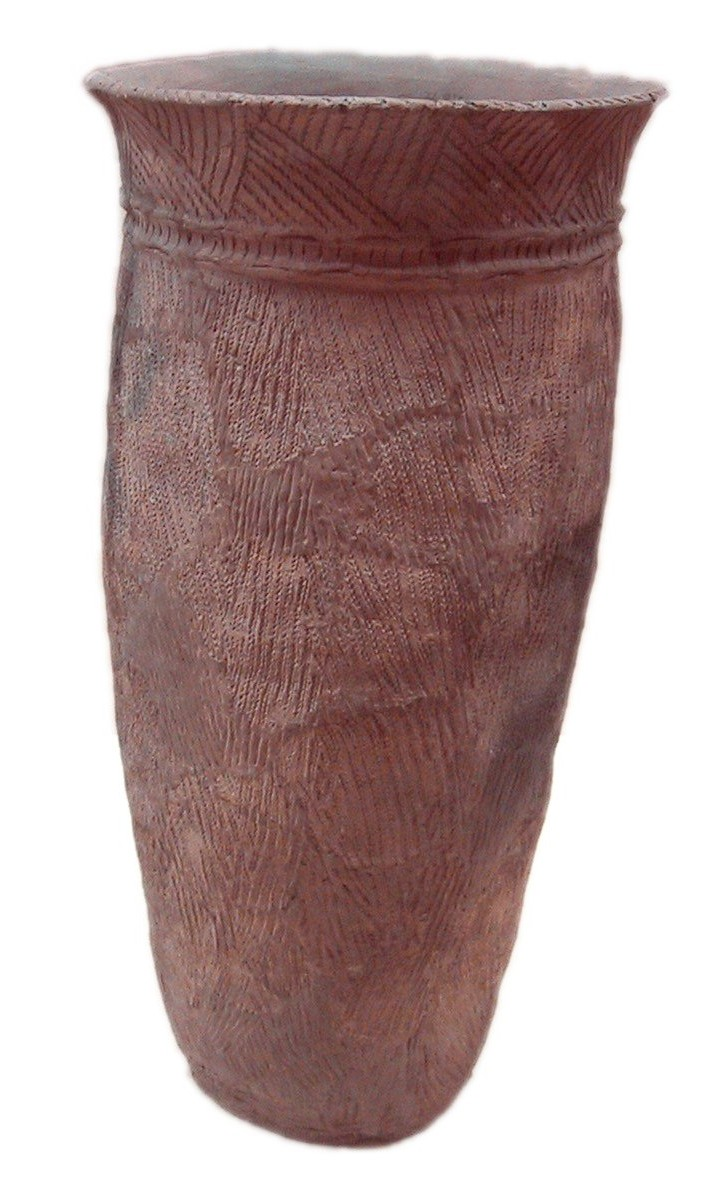
縄文式土器
この土器が市町村の紋章を作成する目的のきっかけとなっている

古代から人物に関連する血統・身分・産業・歴史・文化、自然に関連する地理などを象徴的に表現するために分かりやすく文字で説明する代わりとして用いられている。メリットとしては特定の市町村を理解するうえで紋章で多くの情報を読み取ることが出来、感情の中で美的な欲求を満たすことが出来る。縄文時代の日常生活に使われていた縄文土器は美多岐な欲求を満たすことの中に入っており、現代の紋章作りのきっかけとなっている。
なお、平成の大合併以前に制定された市町村章にも多色使いのものはある（例：1954年6月15日制定の富山県滑川市、1960年1月1日制定の京都府京都市、1989年4月11日制定の茨城県つくば市など）。中華人民共和国では漢字、ヨーロッパではアルファベットのみの簡易的なものだが、それらと比較すると日本の市町村章は個性が強い。

### 由来
平成の大合併以前に制定されてきた紋章は自治体の読みから平仮名・片仮名・漢字の日本語が大半であり、日本の市町村章では自治体の頭文字が多い。例えば、赤穂市は頭文字「赤」をデフォルメしたデザインで色も「赤」く、また福岡県福岡市のように「フ9おか」のダジャレで作成した自治体がある。

赤穂市章
福岡市章
昭島市章。黒字の「昭」と白字の4個の「マ」で「昭4マ」[17]
室蘭市章。6個の「ロ」に蘭の図案で「6ロ蘭」[18]
久留米市章。9個の「ル」に米印で「9ル米」[19]
伊東市章。10個の「い」で「い10」[20]

以下は、旧領主が使用した紋章に由来する市章である。

鹿児島市章。島津氏の家紋（丸に十の字）と「市」の文字とを表したもの[21]。
太田市章。新田氏の旗印をベースに「おおた」の文字を入れた[22]。
前橋市章。越前松平氏の馬印「輪貫」から採った[23]。

### デザインの一例
| 種類 | 紋章 | 発案された自治体名              | 発案の原因                       |
| ---- | ---- | ------------------------------- | -------------------------------- |
| 家紋 |      | 新潟県新発田市                  | 溝口氏の家紋                     |
| 山   |      | 静岡県富士市                    | 富士山                           |
| 湖沼 |      | 滋賀県長浜市                    | 琵琶湖                           |
| 野菜 |      | 群馬県吾妻郡嬬恋村              | キャベツ                         |
| 海   |      | 静岡県静岡市                    | 駿河湾                           |
| 果物 |      | 青森県北津軽郡板柳町            | リンゴ                           |
| 花卉 |      | 東京都豊島区                    | キク                             |
| 交通 |      | 滋賀県栗東市                    | 名神高速道路栗東インターチェンジ |
| 鉱業 |      | 長崎県西彼杵郡高島町 現：長崎市 | 炭鉱                             |

### 作成者

#### 特定の人物・学校に依頼
自治体がクライアントとなって特定の人物や学校に制作を依頼して作成する。自治体によっては契約で作成者に著作権を置かず自治体の所有とする場合がある。例えば、兵庫県三木市の三木市章（制作当時は三木町章）のように特定の人物に依頼して作成、島根県鹿足郡津和野町では、同町出身の絵本作家、安野光雅が制作を手がけている。また、埼玉県久喜市の旧久喜市章（制作当時は久喜町章）は久喜市立久喜南中学校美術部が作成している。

三木市章 （三木町章から継承）
津和野町章 （2005年に合併。新町発足後）
旧・久喜市章 （久喜町章から継承）

#### 公募で依頼
昭和の大合併・平成の大合併・自治体の創立を記念などの特定の区切りに対して賞金・賞品を引き換えにコンペティション形式で広く募集される。例えば、広島県江田島市・徳島県三好市のように平成の大合併による市制施行を記念して、公募により一般市民のデザインが採用された自治体もある。公募にあたっては、その特定の自治体にふさわしいデザインであること、使用する色彩の制限（白黒での使用に適すること、色彩にグラデーションを付けないなど）、著作権侵害を防ぐためオリジナルデザインであること、などの条件を設定して募集し、選考して結果が発表されてから雑誌・新聞などの報道機関に発表される。

江田島市章
三好市章

#### 公募の際の著作権問題
公募により市町村章を決定する際に、応募作品の著作権に関する問題事例が発生している。そのため各自治体では、公募の際に応募作品の中に既存のシンボルマークやロゴマーク等と類似のデザインがないか調査するようにしている。
- 長崎県南松浦郡新上五島町では、公募で選ばれた作品が、1983年開催の日本文化デザインフォーラムのシンボルマークに類似していた[29]。応募作者は模倣を否定したが、著作権上のトラブル回避のため次点作品を繰り上げ採用した[29]。
- 兵庫県豊岡市では、公募で選ばれた作品の作者が「盗作したので辞退したい」と申し出たため、次点作品を繰り上げ採用した[29]。盗作されたのは沖縄県にある医療法人の商標登録されていないロゴマークであったと思われる[29]。
- 茨城県東茨城郡城里町（しろさとまち）では、公募で選ばれた作品が、合併で郡上市となり2004年3月1日に消滅した岐阜県郡上郡白鳥町（しろとりちょう）の町章と酷似していた[29]。作者が同一であったことから確認すると、白鳥町章を再提出したことを認めて自ら入選を取り下げた[29]。

白鳥町章 「し」「ろ」を組み合わせたデザイン

### 色彩・図形の変化
平成の大合併以前に制定された市町村章は、黒一色や単色でデザインもシンプルなものが大半であったが、平成の大合併後は青色、緑色、赤色を用いて曲線を多用した似たりよったりな紋章が多く制定される傾向にある。原因について、NPO法人職員の柳橋達郎は、以下のように推測している。デザインを全国から公募するのが一般的になり、一人のデザイナーが複数の市町村章を担当することが多くなってきていることと、平成の大合併によって市域があまりにも広大になりすぎたため、地域の特徴を出しづらくなったこと、である。

松浦市章。「M」を図案化。
五所川原市章。「G」を図案化。
たつの市章。「T」を図案化。
佐用町章。「さ」を図案化。
吉野ヶ里町章。「よ」を図案化。

## 市町村章の一覧
- 北海道の市町村章一覧
- 青森県の市町村章一覧
- 岩手県の市町村章一覧
- 宮城県の市町村章一覧
- 秋田県の市町村章一覧
- 山形県の市町村章一覧
- 福島県の市町村章一覧
- 茨城県の市町村章一覧
- 栃木県の市町村章一覧
- 群馬県の市町村章一覧
- 埼玉県の市町村章一覧
- 千葉県の市町村章一覧
- 東京都の区市町村章一覧
- 神奈川県の市町村章一覧
- 新潟県の市町村章一覧
- 富山県の市町村章一覧
- 石川県の市町村章一覧
- 福井県の市町村章一覧
- 山梨県の市町村章一覧
- 長野県の市町村章一覧
- 岐阜県の市町村章一覧
- 静岡県の市町村章一覧
- 愛知県の市町村章一覧
- 三重県の市町村章一覧
- 滋賀県の市町村章一覧
- 京都府の市町村章一覧
- 大阪府の市町村章一覧
- 兵庫県の市町村章一覧
- 奈良県の市町村章一覧
- 和歌山県の市町村章一覧
- 鳥取県の市町村章一覧
- 島根県の市町村章一覧
- 岡山県の市町村章一覧
- 広島県の市町村章一覧
- 山口県の市町村章一覧
- 徳島県の市町村章一覧
- 香川県の市町村章一覧
- 愛媛県の市町村章一覧
- 高知県の市町村章一覧
- 福岡県の市町村章一覧
- 佐賀県の市町村章一覧
- 長崎県の市町村章一覧
- 熊本県の市町村章一覧
- 大分県の市町村章一覧
- 宮崎県の市町村章一覧
- 鹿児島県の市町村章一覧
- 沖縄県の市町村章一覧

### 書籍
- 小学館辞典編集部 編『図典 日本の市町村章』（初版第1刷）小学館、2007年1月10日。ISBN 4095263113。
- 近藤春夫『都市の紋章 : 一名・自治体の徽章』行水社、1915年。NDLJP:955061
- 中川ケミカル『都市の旗と紋章』中川ケミカル〈シリーズ人間とシンボル ;2〉、1987年。doi:10.11501/12667717。全国書誌番号:89059062。
- 丹羽基二『日本の市章 （東日本）』保育社、1984年4月5日。
- 望月政治『都章道章府章県章市章のすべて』望月政治、1973年。doi:10.11501/11894009。全国書誌番号:72004737。

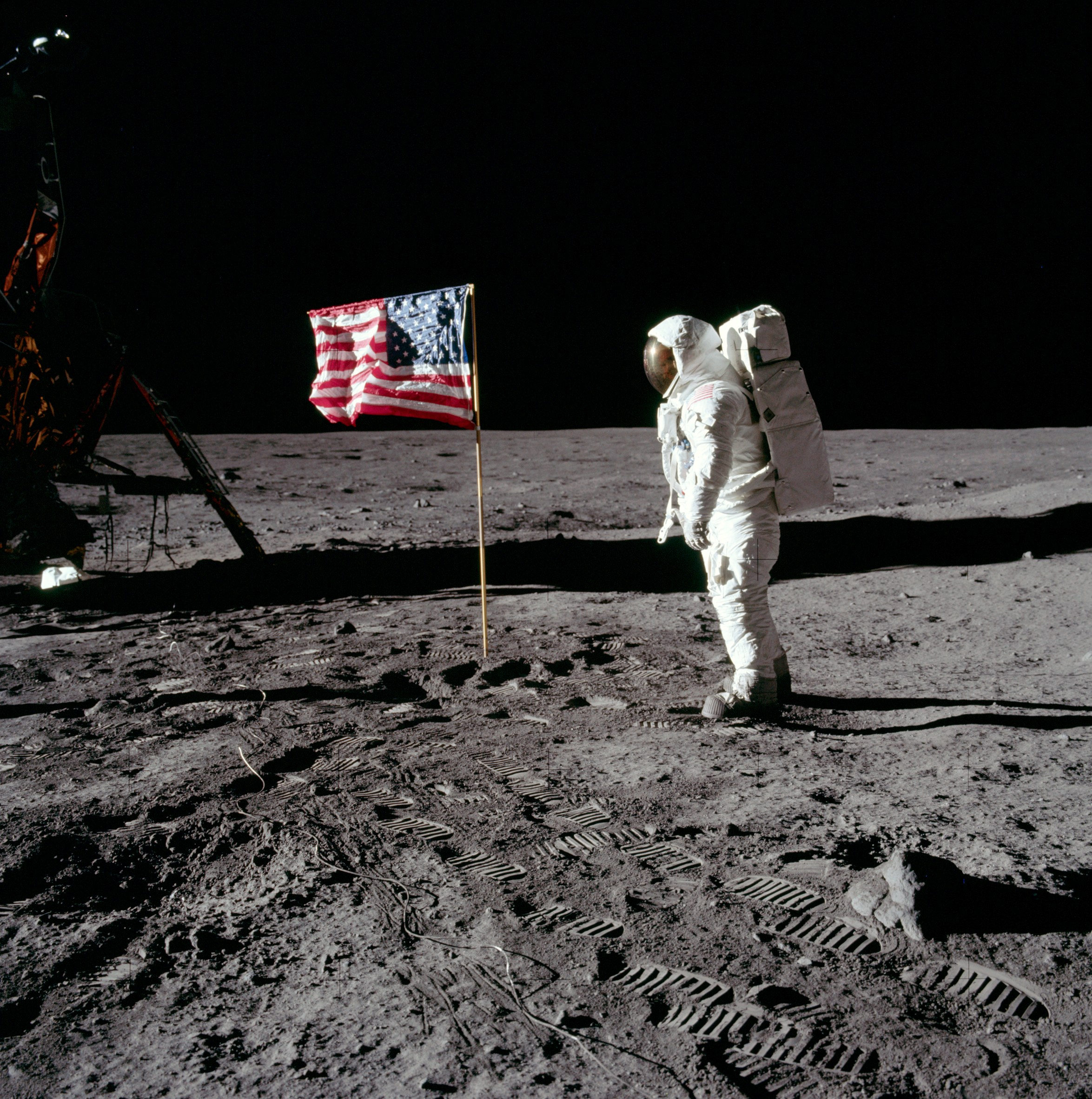
月面の星条旗

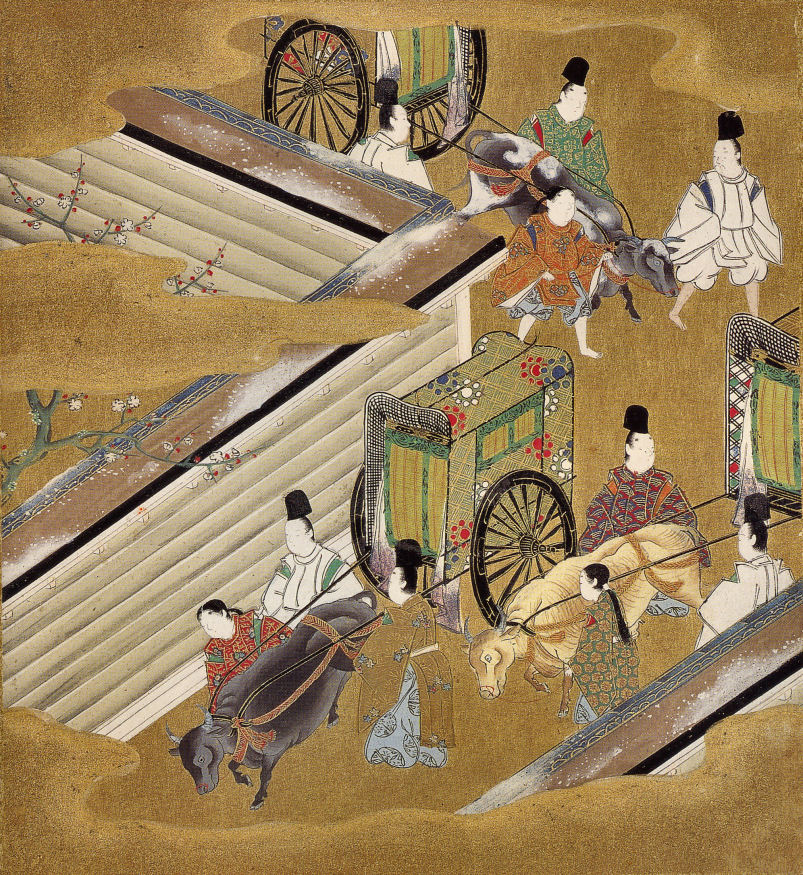
今日の紋章の起源となった牛車
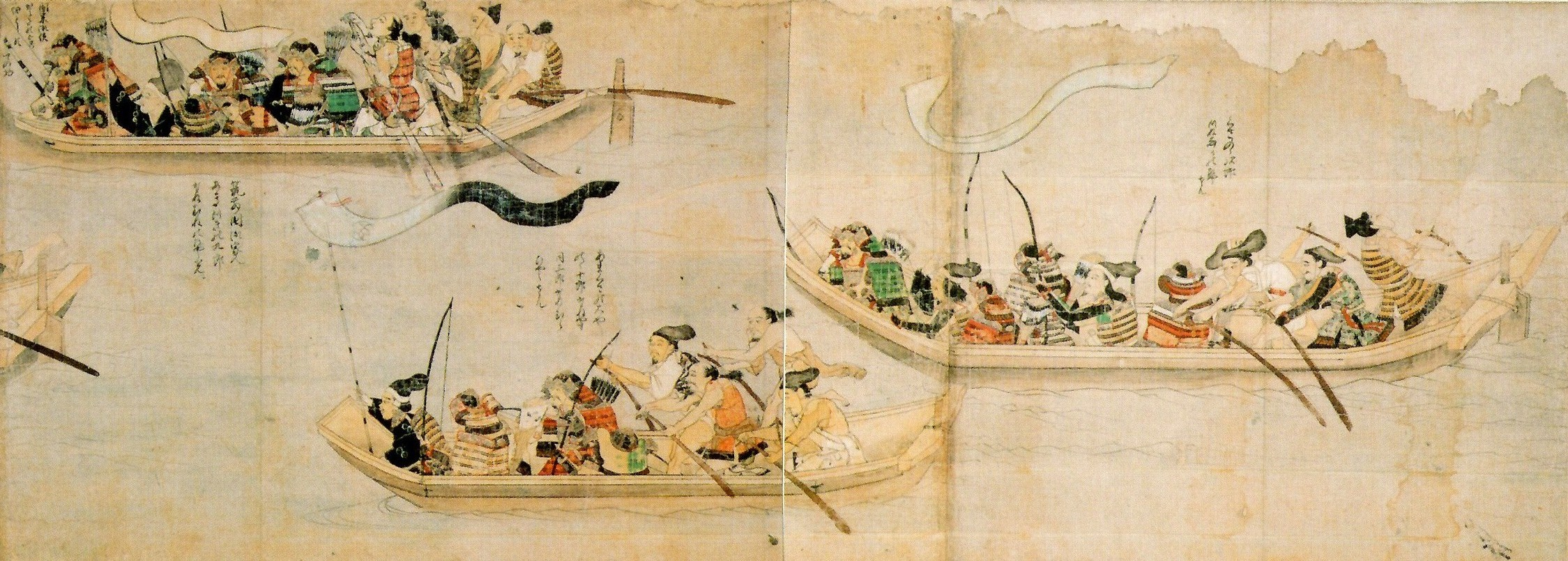
鎌倉時代時の戦闘の様子 志賀島の戦いにて

### 都道府県書籍
- 梶原馨『長崎県紋章大観』往来社、1987年11月8日。

### 自治体冊子
- 下部町誌編纂委員会 編『下部町誌』（初版第1刷）下部町、1981年。
- 中富町誌編纂委員会 編『中富町誌』（初版第1刷）中富町、1971年。

### 自治体広報
- 『「広報みき」縮刷版①』（初版第1刷）三木市総務課、1975年4月20日。